# Bahnstrecke Schönebeck–Güsten
| Bahnhof Eickendorf |                                                  |                                     |                                     |
| Streckennummer (DB): | 6423                                             |                                     |                                     |
| Kursbuchstrecke (DB): | 335                                              |                                     |                                     |
| Kursbuchstrecke: | 158a (1934)                                      |                                     |                                     |
| Streckenlänge: | 28,5 km                                          |                                     |                                     |
| Spurweite: | 1435 mm (Normalspur)                             |                                     |                                     |
| Stromsystem: | Schönebeck–Schönebeck-Bad Salzelmen 15 kV 16,7 ~ |                                     |                                     |
| Streckengeschwindigkeit: | 120 km/h                                         |                                     |                                     |
| Zweigleisigkeit: | Schönebeck–Schönebeck-Bad Salzelmen              |                                     |                                     |
| |                                                  |                                     |                                     |
| \| \| \| von Magdeburg \| \| \| \| \| von Blumenberg \| \| \| \| 0,415 \| Schönebeck (Elbe) \| Schönebeck (Elbe) \| \| \| \| nach Leipzig \| \| \| \| 1,560 \| Schönebeck (Elbe) Süd \| Schönebeck (Elbe) Süd \| \| \| 3,515 \| Schönebeck-Bad Salzelmen \| Schönebeck-Bad Salzelmen \| \| \| 6,187 \| Eggersdorf (ehem. Bf) \| Eggersdorf (ehem. Bf) \| \| \| \| Bundesautobahn 14 \| \| \| \| 9,658 \| Eickendorf \| Eickendorf \| \| \| 14,750 \| Awanst Förderstedt (Umspannwerk) \| Awanst Förderstedt (Umspannwerk) \| \| \| \| nach Etgersleben \| \| \| \| 15,500 \| Förderstedt \| Förderstedt \| \| \| \| Verladestraße der Feldbahn Staßfurt \| \| \| \| \| Feldbahn des Sodawerkes Staßfurt \| \| \| \| 20,063 \| Awanst Staßfurt Ludwig \| Awanst Staßfurt Ludwig \| \| \| \| von Löderburg/Sodawerk \| \| \| \| \| Bode \| \| \| \| 21,897 \| Staßfurt \| Staßfurt \| \| \| \| nach Blumenberg \| \| \| \| 23,490 \| Staßfurt Gbf (Bft) \| Staßfurt Gbf (Bft) \| \| \| 24,962 \| Neundorf (Anhalt) \| Neundorf (Anhalt) \| \| \| \| von Bernburg \| \| \| \| \| von Berlin \| \| \| \| 28,367 \| Güsten \| Güsten \| \| \| \| nach Sandersleben \| \| \| \| \| nach Aschersleben \| \| \| \| \| \| \| \| Quellen: [1] \| \| \| \| |                                                  |                                     |                                     |
| Strecke |                                                  | von Magdeburg                       | von Magdeburg                       |
| Abzweig geradeaus und ehemals von rechts |                                                  | von Blumenberg                      | von Blumenberg                      |
| Bahnhof | 0,415                                            | Schönebeck (Elbe)                   | Schönebeck (Elbe)                   |
| Abzweig geradeaus und nach links |                                                  | nach Leipzig                        | nach Leipzig                        |
| Haltepunkt / Haltestelle | 1,560                                            | Schönebeck (Elbe) Süd               | Schönebeck (Elbe) Süd               |
| Bahnhof | 3,515                                            | Schönebeck-Bad Salzelmen            | Schönebeck-Bad Salzelmen            |
| Haltepunkt / Haltestelle | 6,187                                            | Eggersdorf (ehem. Bf)               | Eggersdorf (ehem. Bf)               |
| Strecke mit Straßenbrücke |                                                  | Bundesautobahn 14                   | Bundesautobahn 14                   |
| Bahnhof | 9,658                                            | Eickendorf                          | Eickendorf                          |
| Blockstelle | 14,750                                           | Awanst Förderstedt (Umspannwerk)    | Awanst Förderstedt (Umspannwerk)    |
| Abzweig geradeaus und ehemals nach rechts |                                                  | nach Etgersleben                    | nach Etgersleben                    |
| Haltepunkt / Haltestelle | 15,500                                           | Förderstedt                         | Förderstedt                         |
| Strecke mit Straßenbrücke |                                                  | Verladestraße der Feldbahn Staßfurt | Verladestraße der Feldbahn Staßfurt |
| Kreuzung geradeaus unten |                                                  | Feldbahn des Sodawerkes Staßfurt    | Feldbahn des Sodawerkes Staßfurt    |
| Blockstelle | 20,063                                           | Awanst Staßfurt Ludwig              | Awanst Staßfurt Ludwig              |
| Abzweig geradeaus und von rechts |                                                  | von Löderburg/Sodawerk              | von Löderburg/Sodawerk              |
| Brücke über Wasserlauf |                                                  | Bode                                | Bode                                |
| Bahnhof | 21,897                                           | Staßfurt                            | Staßfurt                            |
| Abzweig geradeaus und nach rechts |                                                  | nach Blumenberg                     | nach Blumenberg                     |
| Dienststation / Betriebs- oder Güterbahnhof | 23,490                                           | Staßfurt Gbf (Bft)                  | Staßfurt Gbf (Bft)                  |
| Haltepunkt / Haltestelle | 24,962                                           | Neundorf (Anhalt)                   | Neundorf (Anhalt)                   |
| Abzweig geradeaus und von links |                                                  | von Bernburg                        | von Bernburg                        |
| Abzweig geradeaus und ehemals von links |                                                  | von Berlin                          | von Berlin                          |
| Bahnhof | 28,367                                           | Güsten                              | Güsten                              |
| Abzweig geradeaus und nach links |                                                  | nach Sandersleben                   | nach Sandersleben                   |
| Strecke |                                                  | nach Aschersleben                   | nach Aschersleben                   |
| |                                                  |                                     |                                     |
| Quellen: |                                                  |                                     |                                     |

Die Bahnstrecke Schönebeck–Güsten ist eine Hauptbahn im mittleren Sachsen-Anhalt. Die Strecke ist mit Ausnahme des Abschnittes Schönebeck (Elbe)–Schönebeck-Bad Salzelmen eingleisig und nicht elektrifiziert.

## Geschichte
Die Strecke wurde in zwei Abschnitten eröffnet. Am 12. Mai 1857 wurde der Abschnitt Schönebeck–Staßfurt für den Verkehr freigegeben. Streckenbetreiber war die Magdeburg-Leipziger Eisenbahn-Gesellschaft. Zusammen mit der Strecke entstanden Zweigbahnen zu den Salinen in Schönebeck und Staßfurt und eine Güterzugstrecke von Staßfurt nach Löderburg. Im gleichen Jahr ging auch in Eggersdorf eine Braunkohlengrube nahe der Strecke in Betrieb. Hauptzweck der Strecke war die Erschließung der Bergwerke für den Güterverkehr. Unterwegsbahnhöfe entstanden in Eggersdorf, Eickendorf und Förderstedt.
Am 12. April 1866 eröffnete die Magdeburg-Halberstädter Eisenbahngesellschaft eine Strecke von Bernburg über Güsten nach Aschersleben mit einem Abzweig von Güsten nach Staßfurt. Damit war eine durchgehende Verbindung von Magdeburg über Staßfurt nach Aschersleben entstanden. 1876 übernahm die Magdeburg-Halberstädter Eisenbahn die Magdeburg-Leipziger-Eisenbahn-Gesellschaft, 1879 wurde sie vom Staat Preußen übernommen. Ebenfalls in den 1870er Jahren entstand als Teil des Kanonenbahnprojektes die Bahnstrecke Berlin–Blankenheim, wodurch Güsten einerseits direkt mit Berlin, andererseits mit Thüringen und Hessen verbunden wurde. Güsten wurde so zu einem großen Eisenbahnknoten.

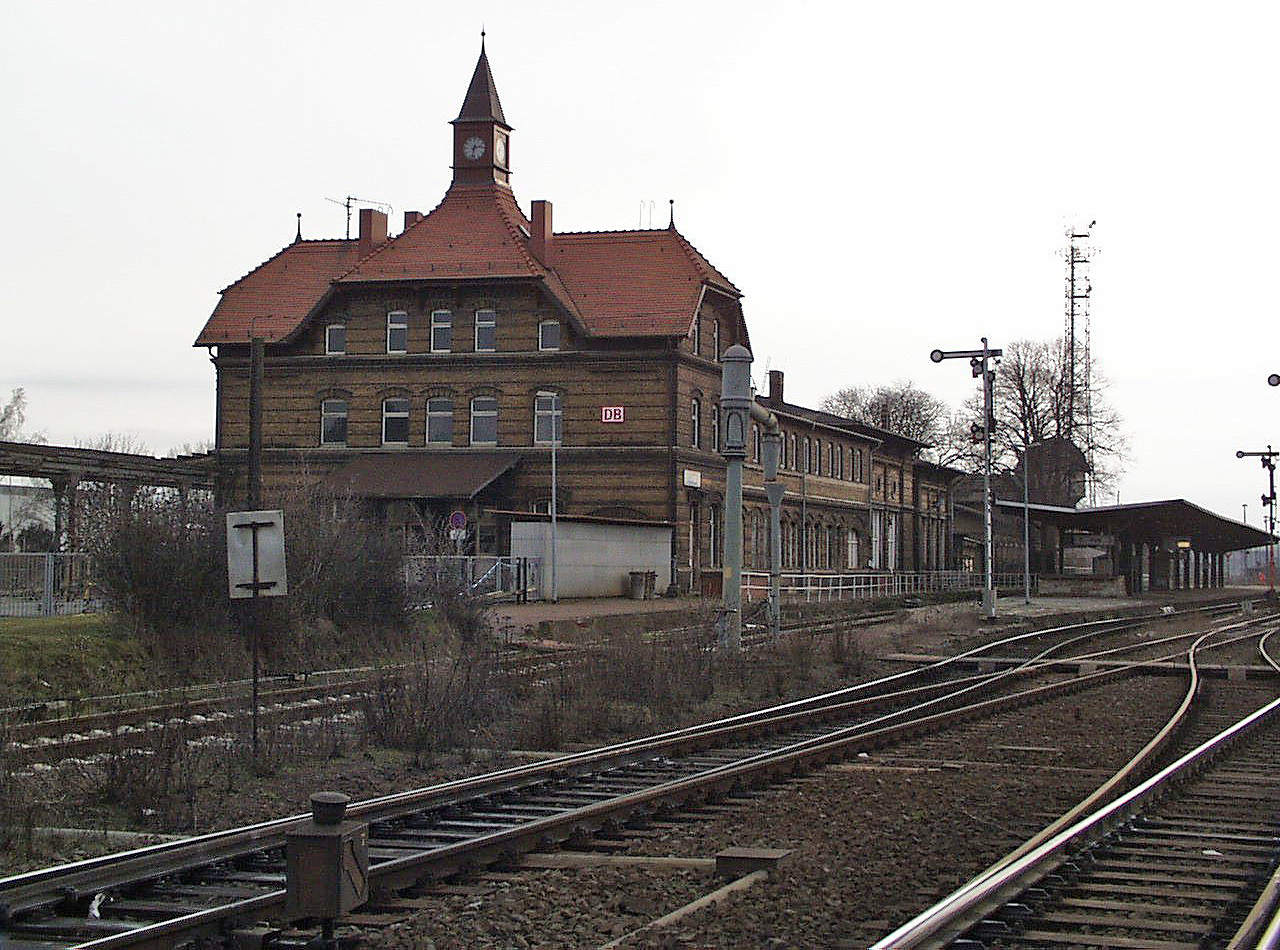
Bahnhof Güsten

Die kürzeste Verbindung der Großstädte und heutigen Landeshauptstädte Magdeburg und Erfurt führt über die Strecke Schönebeck–Güsten. So verkehrte hier bereits 1929 ein Eilzugpaar. Ein Schnellzug-Paar zwischen Berlin und Mainz/Wiesbaden nutzte ebenfalls diese Strecke. Der Verkehr von Magdeburg ins damalige Bad Salzelmen war schon damals verdichtet, während auf den anderen Abschnitten Personenzüge ungefähr stündlich verkehrten.
1974 wurde Schönebeck-Salzelmen an das Netz der Magdeburger S-Bahn angeschlossen. Dafür war der Abschnitt Schönebeck–Schönebeck-Salzelmen elektrifiziert worden. Im Winter 1975 verkehrten drei Eilzugpaare zwischen Magdeburg und Erfurt, die in Schönebeck, Staßfurt und Güsten hielten. Rund die Hälfte der Personenzüge von Schönebeck fuhr Richtung Güsten–Aschersleben, während die übrigen in Güsten endeten oder weiter südwärts nach Sangerhausen fuhren. Im Fahrplanjahr 1991/92 war die Bedienung der Strecke annähernd dieselbe.
Laut „Gesetz über den Landesentwicklungsplan des Landes Sachsen-Anhalt“ vom 23. August 1999 sollte zwischen Magdeburg und Erfurt Personenverkehr auf Interregio-Niveau angeboten werden. Für den Güterverkehr war ein Ausbau der Verbindung Erfurt–Seehafen Rostock über Güsten und Schönebeck vorgesehen. Ab 2000 wurde der Ausflugszug Berlin–Wernigerode über die Strecke Schönebeck–Güsten geführt, weil die Bahnstrecke Berlin–Blankenheim nordöstlich von Güsten gesperrt wurde. Im selben Jahr wurden kurzzeitig Diesellokomotiven der Baureihe 218 zur Beförderung von Personenzügen eingesetzt, die dann durch Loks der Baureihe 232 abgelöst wurden. 2003 wurde die Strecke in den Bundesverkehrswegeplan aufgenommen und für einen zweigleisigen Ausbau mit einer Streckenhöchstgeschwindigkeit von 120 km/h vorgesehen. Seit 2006 wird der Personenverkehr überwiegend mit Dieseltriebwagen der Baureihe 642 durchgeführt. Im selben Jahr wurde die DB-Regio-Tochter Elbe-Saale-Bahn mit dem Betrieb der Regionalbahn-Linie Magdeburg–Aschersleben beauftragt, während zwischen Magdeburg und Erfurt weiterhin Regional-Expresse der DB Regio verkehrten. Zum Fahrplanwechsel im Dezember 2018 übernahm Abellio Rail Mitteldeutschland den Betrieb beider Linien.
Am 30. Mai 2007 wurde die Strecke südlich von Schönebeck-Salzelmen an das elektronische Stellwerk Güsten angeschlossen.

## Heutige Nutzung
Die Strecke dient dem Regional- und Güterverkehr. Auf der Strecke verkehrt zweistündlich eine Regionalbahn-Linie vom Magdeburger Hauptbahnhof über Schönebeck, Staßfurt und Güsten nach Aschersleben. Alternierend verkehren ebenfalls zweistündlich Regional-Express-Züge der Linie RE 10 in der Relation Magdeburg–Erfurt, die lediglich in Schönebeck, Staßfurt und Güsten halten. Betreiber ist seit dem Fahrplanwechsel 2024 die Regionalverkehre Start Deutschland GmbH. Zwischen Schönebeck und Schönebeck-Bad Salzelmen verkehrt zudem die Linie S1 der S-Bahn Mittelelbe.
Der Personenzugverkehr wird heute mit Dieseltriebwagen vom Typ Alstom Coradia LINT 41 bzw. den S-Bahn-Zügen der Baureihe 425 durchgeführt.

## Zukunft
In Zukunft will die Deutsche Bahn 1,6 Milliarden Euro in das Schienennetz Sachsen-Anhalts investieren. Auch die Bahnstrecke Schönebeck–Güsten soll ausgebaut werden. Die DB rechnet durch die Erhöhung der Geschwindigkeit auf größtenteils 120 Kilometer pro Stunde mit Fahrzeitverkürzungen zwischen drei und zehn Minuten.

## Sonstiges
In Güsten befand sich bis 1995 ein Bahnbetriebswerk (Bw). Das Bahnbetriebswerk Staßfurt bestand als eigenständiges Werk bis 1969 und war danach Einsatzstelle des Bw Güsten. Die Anlagen des Werkes wurden 1994 vom Verein „Eisenbahnfreunde Traditionsbahnbetriebswerk Staßfurt e. V.“ erworben und zu einem Museums-Betriebswerk ausgebaut. Dort finden mehrmals jährlich Eisenbahnfeste mit Dampflokeinsatz statt. Der Verein betreibt auch den Museumszug Salzland-Express.